# Pågatåg
Pågatåg (på svensk endvidere i bestemt form flertal Pågatågen), litreret X61 og benævnt Coradia Nordic af producenten, er betegnelsen for de elektriske lokaltog, der kører i store dele af Region Skåne under Skånetrafiken og med Arriva som operatør. Den maksimale hastighed er 160 km/t. Det første tog kørte i januar 1983, og togene har altid – som et særligt kendetegn – været lilla. Indtil 2010 betjentes Pågatåg af 2-vognstogsættet X11, men disse er udfaset, efterhånden som de nye 4-vognstogsæt X61 leveredes.
Påg er et skånsk ord og betyder dreng (jfr. ældre dansk 'pog', f.eks. i 'pogeskole'). Alle Pågatågen er opkaldt efter en kendt skåning, fiktiv eller virkelig – dog har 19 af de nye tog fået pigenavne.
Blandt større byer, der betjenes af Pågatåg, kan nævnes Malmö, Lund, Landskrona, Helsingborg, Ystad, Trelleborg, Ängelholm, Kristianstad, Simrishamn og Höör.

## Linjer
| Linje  | Strækningen                                   | Længde | Stationer |
| ------ | --------------------------------------------- | ------ | --------- |
| 1      | Helsingborg / Höör - Simrishamn / Ystad       | 188 km | 30        |
| 2      | Helsingborg - Trelleborg                      | 101 km | 20        |
| 3      | Kristianstad - Malmø                          | 119 km | 18        |
| 4      | Helsingborg - Hässleholm - (Kristianstad)     | 106 km | 14        |
| 5      | Helsingborg - Förslöv ( -Halmstad)            | 88 km  | 10        |
|        | Åstorp-Malmö                                  |        |           |
|        | Lomma-Malmö C-Hyllie- Malmö Persborg- Malmö C |        |           |
|        | Hässleholm-Markaryd                           |        |           |
|        | Krisitianstad-Bromölla(-Karlshamn)            |        |           |
| Totalt | Totalt                                        |        | 72        |

Og siden finder du Pågatåg Express. Disse tog kører med færre stop.